# 白崇禧赴臺宣慰
白崇禧前往臺灣宣慰是指在1947年2月27日至5月16日發生於臺灣的二二八事件中，國防部部長白崇禧前往臺灣宣慰。

## 撫慰過程

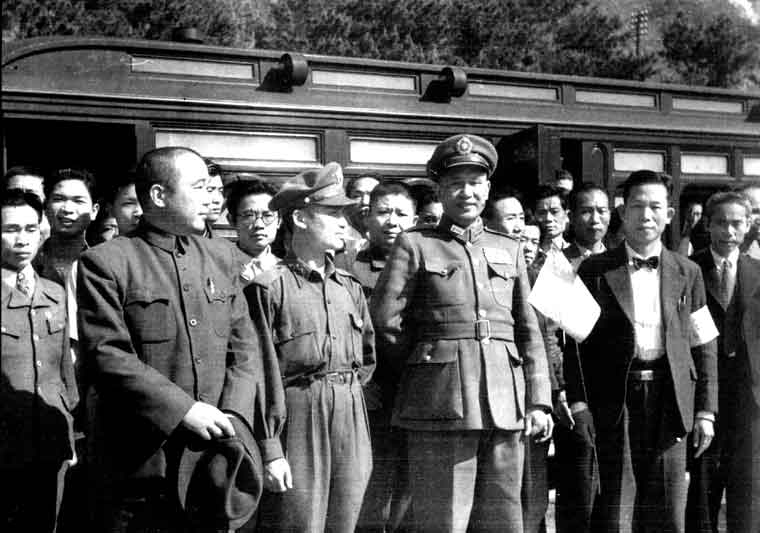
中華民國國防部部長白崇禧抵達臺灣宣慰（善後）。

綏靖和清鄉期間，為舒緩民眾恐慌且調查制度問題，國民政府探訪、宣慰並改革制度:74-76:458-466。3月8日，監察院閩臺區監察使楊亮功便前往臺灣調查:202-222:472-480，視察行政長官公署、軍警、學校、縣市政府:74-76:528-530。3月10日，蔣中正在對二二八事件的首次談話中，指控中國共產黨煽動為主要原因:116-120:154-161:247-259:458-466。這時楊肇嘉等臺籍人士前往南京市請願:116-120:132-136、161-169，並於上海市召開二二八慘案報告會:120-126:26-30。3月17日，蔣中正派遣中華民國國防部部長白崇禧、陸軍總部副參謀長冷欣、三民主義青年團中央團部處長蔣經國等14人，前往臺灣視察撫慰:74-76:375-376。3月17日，國防部長白崇禧及蔣經國於中午搭機抵達台北:423。白崇禧剛抵達臺灣後，便宣誓將採行寬大處理、尊重法紀、恢復秩序、進行改革等原則:74-76:513-518。
白崇禧還視察各地政府機關和治安狀況，與地方重要人士座談:74-76:518-522；並要求軍警人員不應任意殺害或報復，嫌疑犯交軍法處公正處理，青年學生亦予以免責，此舉降低臺籍民眾傷亡:74-76:522-528，另外國防部參謀本部部長陳誠也對有所干涉:140-144。但儘管白崇禧向蔣中正回報不需調派第205師:513-518，且下令逮捕應由警備總司令部執行，但憲兵隊仍繼續進行逮捕行動:264-269。3月21日，行政長官公署公布《公教人員因二·二八事件損失撫恤救濟辦法》，且成立臺灣省二二八事變臨時救卹委員會，對各機關公教人員及其眷屬:95-104、傭工發放救濟金:120-126:509-513；但此舉並未包含普通民眾，也讓部分公教人員趁機向民間勒索:290-294，未能有效撫平民心:509-513。

## 其他調查
3月22日，監察院派遣監察委員何漢文前往臺灣以協助楊亮功的調查:74-76、114-120:528-530。兩人調查期間，亦和白崇禧交換意見並達成共識:74-76。4月2日，結束宣慰工作的白崇禧返回南京市:74-76，並提出人員獎懲名單:136-140。4月11日，楊亮功與何漢文返回南京市後，向監察院院長于右任報告:74-76，同日丘念台也上書表達見解:120-124:530-534。之後楊亮功和何漢文就政治、經濟、教育、善後等撰寫報告書與改革建議:10-12、114-120，並向蔣中正回報:74-76、214-220:528-530。4月3日，臺灣臺北地方法院起訴查緝員傅學通、葉得根等人，誤殺臺北市民眾陳文溪的傅學通判處死刑:472-480。

## 善後工作
早在3月8日，中國國民黨總裁蔣中正命令中國國民黨中央組織部部長陳立夫、臺灣省黨部主任委員李翼中擬定《臺灣二二八事件處理辦法要點》，提出改制行政長官公署為省政府、省政府主席不兼警備總司令部司令、省政府委員和處長起用臺籍人士、縣市長提前民選、不同省籍者於政府機關享有平等待遇、減少公營民生事業等意見:74-76:458-466。儘管行政長官公署指控台灣共產黨介入:565-572，中國大陸傳播媒體對二二八事件則有多種意見:555-565。許多中國大陸的臺籍團體呼籲進行改革:549-555，劉文島等部分人士則提出批評與改善方案:107-114:588-595。
美國駐華大使司徒雷登也向蔣中正提出備忘錄，批評陳儀的鎮壓行為且要求彈劾撤換:150-152，由於擔心美國的貸款落空，蔣中正勉強接受撤換的意見。當各界沓伐陳儀的聲音風起雲湧，陳儀一手導演國大代表、參政員、省縣市參議會、各保甲長聯名電呈中央挽留自身職位的戲碼:214-216。3月17日，陳儀電請蔣中正表示辭職。3月18日，蔣中正批准請辭，並慰勉陳儀「收復台灣，勞苦功高，不幸變故突起，致告倦勤，殊為遺憾，現擬勉從尊意」:218  。3月17日、18日連續兩個晚上，陳儀徵求蔣經國同意讓自己接任臺灣省主席，蔣經國堅決拒絕:133  。3月22日，中國國民黨中央執行委員會將陳儀撤職查辦:132-136、161-169、 214-220:595-602。4月22日，行政院院會撤銷行政長官公署，改制為臺灣省政府:247-259，同時由立法院副院長魏道明擔任首屆臺灣省政府主席:150-152:74-76:204-208:602-608。4月29日，行政院核定臺灣省政府委員、廳長和處長人選，全部22個職位中共有12名臺籍人士:74-76:602-608。5月11日，遭撤職的陳儀返回南京市:608-614，改任國民政府顧問:214-220:176-186。
5月15日，新任臺灣省政府主席魏道明抵達臺灣，與行政長官公署進行交接:614-618。隔天臺灣省政府正式成立:74-76，立即宣布解除臺北和基隆的戒嚴，各地實施的清鄉也正式結束:614-618。臺灣省政府同時停止新聞、圖書和郵政檢查，並廢除交通管制及釋放被捕人員:618-625；但下令在高雄市鎮壓的彭孟緝升任警備總司令部司令:258-263:143-145、176-186，軍警人員亦持續展開拘捕行動。政府也未應民眾要求而對事件有所調查或檢討，亦未對其他受害者有積極補償:625-635。陳儀在隔年6月任命為浙江省政府主席:161-169，之後策動湯恩伯投靠中國共產黨失敗，1950年槍決於臺北:214-220:176-186:644-658。